# 贝恩德·巴莱本
贝恩德·巴莱本（德語：Bernd Barleben，1940年1月1日—），德国男子自行车运动员。他曾代表德国联队参加1960年夏季奥林匹克运动会自行车比赛，获得男子团体追逐赛银牌。